# 赵争平
赵争平（1962年10月—），男，汉族，河南博爱人，中华人民共和国政治人物。曾任中国证券监督管理委员会副主席。

## 生平
2000年11月，历任任中国证监会政策研究室副局级干部，办公厅副主任，党委宣传部部长兼办公厅副主任。2006年2月，任郑州商品交易所党委书记、总经理。2009年11月，任中国证监会办公厅主任。2015年2月，任中国证券监督管理委员会主席助理。2016年5月28日，任命为中国证券监督管理委员会副主席，分管公众公司部、创新部、打非局、联系全国股转公司。2022年11月25日，不再担任中国证券监督管理委员会副主席职务。